# Punk Goes 80's
| Recensione | Giudizio |
| ---------- | -------- |
| AllMusic   | [ 1 ]    |

Punk Goes 80's è la quarta compilation della serie Punk Goes..., pubblicata dalla Fearless Records il 7 giugno 2005. È una raccolta di canzoni degli anni Ottanta reinterpretate da vari artisti della scena pop punk e punk rock.

## Tracce
1. Relient K – Manic Monday (The Bangles) – 2:44
2. Hidden In Plain View – I Ran (So Far Away) (A Flock of Seagulls) – 4:25
3. Sugarcult – I Melt with You (Modern English) – 3:47
4. Midtown – Your Love (The Outfield) – 4:23
5. Rufio – Don't You (Forget About Me) (Simple Minds) – 4:13
6. Motion City Soundtrack – Pop Song 89 (R.E.M.) – 3:05
7. Emery – Holding Out for a Hero (Bonnie Tyler) – 4:16
8. Gatsbys American Dream – Just like Heaven (The Cure) – 3:01
9. The Early November – The Power of Love (Huey Lewis and the News) – 5:19
10. Halifax – Straight Up (Paula Abdul) – 4:35
11. A Thorn for Every Heart – Dead Man's Party (Oingo Boingo) – 3:36
12. Brazil – Wrapped Around Your Finger (The Police) – 5:09
13. So They Say – Forever Young (Rod Stewart) – 3:19
14. JamisonParker – Everybody Wants to Rule the World (Tears for Fears) – 3:33
15. Amber Pacific – Video Killed the Radio Star (The Buggles) – 2:30